# Navalho
Navalho ist ein Ort und eine ehemalige Gemeinde im Nordosten Portugals.
Die heutige Ortschaft entstand vermutlich im Verlauf der mittelalterlichen Reconquista, wie sehr viele Ortschaften im nördlichen Teil des Landes.
Die Gemeinde ist seit den 1960er Jahren stark von Abwanderung und Überalterung gekennzeichnet, ein regional verbreitetes Problem. 2013 wurde die Gemeinde aufgelöst und mit zwei weiteren zur neuen Gesamtgemeinde Avidagos, Navalho e Pereira zusammengefasst.
Mit der Gemeindekirche und der Brunnenanlage stehen zwei Bauwerke in Navalho unter Denkmalschutz.

## Verwaltung
Navalho war Sitz einer gleichnamigen Gemeinde (Freguesia) im Kreis (Concelho) von Mirandela im Distrikt Bragança. Die Gemeinde hatte 96 Einwohner und eine Fläche von 8,47 km² (Stand 30. Juni 2011).
In der Gemeinde lag nur die eine namensgebende Ortschaft.
Mit der Gemeindereform vom 29. September 2013 wurden die Gemeinden Navalho, Pereira und Avidagos zur neuen Gemeinde União das Freguesias de Avidagos, Navalho e Pereira zusammengeschlossen.